# Kovách Aladár (író)
Kovách Aladár (Keller, előneve: szendrői, de néhol szerepel a Szendrői-Kovách névváltozatként is; Dés, 1908. február 19. – Bécs, 1979. augusztus 14.) író, dramaturg. Lánya Arnóthy Krisztina (Christine Arnothy) írónő.

## Életrajza
1927-ben Budapesten tett érettségi vizsgát. A Pázmány Péter Tudományegyetemen folytatott irodalmi és művészettörténeti tanulmányokat, ezt követően külföldre ment, és egy évig tantult a Sorbonne-on. 1921-ben Balassi Bálint összes költeményeit, majd 1943-ban Berzsenyi Dániel munkáit rendezte sajtó alá. 1935-től külső munkatársa volt a Nemzeti Színháznak, dramaturgként és lektorként dolgozott. 1939-től a Bolyai Akadémia könyvsorozatát szerkesztette. 1940-ben a Nemzeti Színház tűzte műsorra Téli zsoltár című színművét (ezt később, 1986-ban a győri Kisfaludy Színházban is előadták, a színház vendégjátékaként pedig Budapesten a Thália Színházban is bemutatták). 1939-től 1941-ig a Magyar Élet Kiadó, majd 1941-től a Turul Kiadó lektoraként működött. 1944 július végén kinevezték a Nemzeti Színház igazgatójának, a háborús viszonyok közepette békebeli műsort tervezett. A sikertelen Horthy-proklamációt követő napon, 1944. október 16-án lemondott igazgatói posztjáról egészségi állapotára hivatkozva (Heine–Medin-kórban szenvedett), azonban előtte még a színház komplett archívumát, jelmez- valamint díszlettárát Demény Pál segédletével Svédország védnöksége alá helyezte. 1947-ben kivándorolt és Németországban, Franciaországban és Ausztriában élt. 1951 augusztától 1953 júniusáig vezetője volt a Szabad Európa Rádió (SZER) irodalmi osztályának, ezt követően pedig a francia rádió magyar osztályának. 1955-ben költözött Őriszigetre. 1960-tól a nemzetközi osztályra került, később pedig a Műhelynek volt főmunkatársa. A Szózat és a Donau Bote című lapokat szerkesztette. Cikkeit publikálta a Hungária, az Új Hungária, a Magyar Élet és az Eastern Europe's Monitor, ahol Viator álnév alatt jelentek meg írásai. 1971-ben Saarbrückenben adták elő Hamueső című drámáját, 1976-ban elnyerte a Nyugat-díjat.
Álnevei: Halasy András; Viator; betűjelei: (K. A.); K. A.

## Drámái
- Tolsztoj: Feltámadás (dramatizálás, 1939)
- Téli zsoltár (1940)
- Hamueső (1971)

## Fordítása
- ifj. Dumas: A kaméliás hölgy (1943)

## Művei
- Új szó. Négyszáz fiatal magyar író kislexikona. Az 1937. irod. év keresztmetszete. Szerk. [Halasy András néven!] (Bp., 1936.)
- A 100 éves Nemzeti Színház. (Bp., 1938)
- Téli zsoltár. Dráma. Uo., 1940. (Bolyai Kv-ek) (2. kiad. 1944) (újból Bad Worischofen, 1949)
- A Mindszenty-per árnyékában. Dokumentumok, pásztorlevelek, rendőri utasítások, tiltakozások, jegyzetek (Innsbruck, 1949)
- Magyarország története (Bakó Elemérrel, München, 1951)
- Hungária naptára az 1954-es esztendőre. Szerk. (München, 1953)
- Die siebenbürgische Frage (Zathureczky Gyulával, München, 1965)
- Szigeti kiskalendárium. Az Őrvidék (Burgenland) magyar népének kisnaptára az 1973-as közönséges esztendőre. Szerk. (Wart, 1972.)
- Die Trianon-Enquete des Strassburger Kongress der freien Ungarn 1970. Szerk. (München, é.n.)